# Bertil Hanzon
Hans Bertil Hanzon, född 20 juli 1901 i Gnesta, Frustuna församling, Södermanlands län, död 7 februari 1971 i Spånga kyrkobokföringsdistrikt, Stockholm
, var en svensk sportjournalist, verksam i Riga.
Efter gymnasium och handelsskola bedrev han språkstudier i Riga och Tallinn. Han var medarbetare i Idrottsbladet och Svenska Pressen och fram till 1940 korrespondent i Riga för Stockholms-Tidningen och Aftonbladet, med pseudonymerna Klukva, Behå och B. H-n. Han skrev flera artiklar i Nordisk Familjeboks sportlexikon.
Han utgav även en barnbok, Sagolika äventyr i verklighetens land (1952, Frälsningsarméns förlag, Stockholm).